# Моммер, Ханс Гюнтер
Ханс Гюнтер Моммер (нем. Hans Günter Mommer; 6 июля 1925, Дортмунд — 11 января 2001, Канберра) — немецкий дирижёр и композитор.

## Биография
С пятилетнего возраста начал учиться игре на скрипке и альте. Служил в германской армии во Вторую мировую войну, в 1943—1947 гг. находился в плену. После этого окончил Музыкальную академию Северо-Западной Германии.
С 1952 г. первый альт Штутгартского камерного оркестра под управлением Карла Мюнхингера. Концертировал как солист, в 1954 г. основал свой камерный оркестр в Дортмунде. В 1957—1959 гг. учился дирижированию под руководством Виллема ван Оттерло. В 1956 и 1958 гг. получил муниципальную премию Штутгарта как композитор.
В 1959 г. впервые выступил в Перу как дирижёр Национального симфонического оркестра и затем в 1960—1963 гг. возглавлял его. От своего предшественника Тео Бухвальда Моммер унаследовал традицию выступлений с крупными мировыми инструменталистами в качестве солистов: в его первом концерте как главного дирижёра солировал Фридрих Гульда, вслед за ним в том же году появились Никанор Сабалета и Даниэль Баренбойм. Осенью 1960 г. Моммер провёл с оркестром Фестиваль перуанской музыки. Под его руководством впервые в Перу были исполнены «Весёлые проделки Тиля Уленшпигеля», «Четыре последние песни» и второй концерт для валторны с оркестром Рихарда Штрауса, Nobilissima visione Пауля Хиндемита, Пять пьес для оркестра Арнольда Шёнберга, Второй фортепианный концерт Белы Бартока, Carmina Burana Карла Орфа, Восьмая симфония Воан-Уильямса; кроме того, Моммер исполнил со своим коллективом свой Концерт для струнных.
В 1963—1966 гг. Моммер возглавлял Иракский национальный симфонический оркестр, для которого осуществил ряд аранжировок традиционной иракской музыки (мугамов); обработки Моммера остаются в репертуаре оркестра по сей день. В 1966 г. оркестр был закрыт, и Моммер перебрался в Таиланд, где работал с различными местными коллективами до 1970 года; наиболее заметной страницей этой работы стало исполнение Carmina Burana Орфа соединёнными силами трёх таиландских оркестров. В 1971 г. вернулся в Ирак и вновь возглавил восстановленный Иракский национальный симфонический оркестр, на следующий год вернулся в Таиланд и до 1975 г. руководил оркестром Pro Musica. В 1975—1978 гг. возглавлял Гонконгский филармонический оркестр. В 1985—1989 гг. главный дирижёр Хорового общества Канберры.
Композиторское наследие Моммера невелико. В нём выделяются «Три святых царя» на стихи Райнера Марии Рильке (для контральто, флейты и струнных), в Австралии популярна пьеса Моммера для карильона «Отражения в озере» (англ. Reflections on the Lake; 1987).